# Bavaria (Zug)
| Bavaria auf der Strecke München–Buchloe in Geltendorf |        |                          |                          |
| Streckenlänge: | 355 km |                          |                          |
| |        |                          |                          |
| Verlauf ab 1969 |        |                          |                          |
| \| \| 0 \| München Hbf \| München Hbf \| \| \| 131 \| Kempten (Allgäu) Hbf \| Kempten (Allgäu) Hbf \| \| \| 221 \| Lindau Hbf \| Lindau Hbf \| \| \| \| Deutschland – Österreich \| \| \| \| 231 \| Bregenz \| Bregenz \| \| \| \| Österreich – Schweiz \| \| \| \| 245 \| St. Margrethen \| St. Margrethen \| \| \| 272 \| St. Gallen \| St. Gallen \| \| \| 329 \| Winterthur \| Winterthur \| \| \| 355 \| Zürich HB \| Zürich HB \| |        |                          |                          |
| Kopfbahnhof Streckenanfang (Strecke außer Betrieb) | 0      | München Hbf              | München Hbf              |
| Bahnhof (Strecke außer Betrieb) | 131    | Kempten (Allgäu) Hbf     | Kempten (Allgäu) Hbf     |
| Spitzkehrbahnhof rechts (Strecke außer Betrieb) | 221    | Lindau Hbf               | Lindau Hbf               |
| Grenze (Strecke außer Betrieb) |        | Deutschland – Österreich | Deutschland – Österreich |
| Bahnhof (Strecke außer Betrieb) | 231    | Bregenz                  | Bregenz                  |
| Grenze (Strecke außer Betrieb) |        | Österreich – Schweiz     | Österreich – Schweiz     |
| Bahnhof (Strecke außer Betrieb) | 245    | St. Margrethen           | St. Margrethen           |
| Bahnhof (Strecke außer Betrieb) | 272    | St. Gallen               | St. Gallen               |
| Bahnhof (Strecke außer Betrieb) | 329    | Winterthur               | Winterthur               |
| Kopfbahnhof Streckenende (Strecke außer Betrieb) | 355    | Zürich HB                | Zürich HB                |

Der Bavaria war ein Fernzug, der von 1954 bis 1969 zwischen München und Genf und von 1969 bis 2002 zwischen München und Zürich verkehrte. Er fuhr zunächst als Schnellzug (D), von 1969 bis 1977 als Trans-Europ-Express (TEE), danach wieder als Schnellzug sowie später als Fern-Express (FD), InterCity (IC) und Eurocity (EC).

## Geschichte

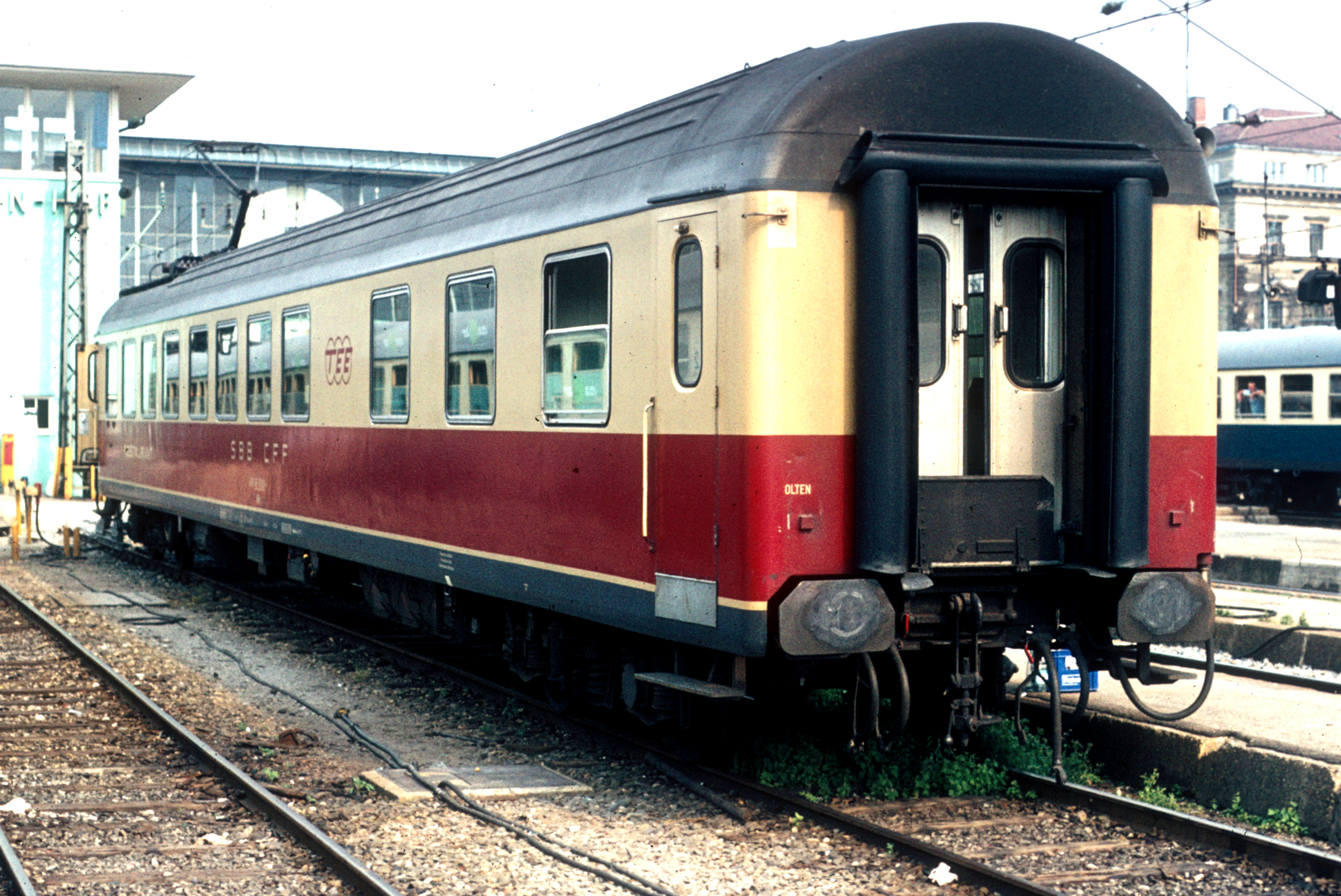
SBB-Speisewagen des TEE Bavaria in München

Zum Winterfahrplan 1954 richteten die Bahnverwaltungen Deutschlands, Österreichs und der Schweiz den D 180/183 von München über Kempten (Allgäu), Lindau (Bodensee) und Zürich nach Genf ein. Er erhielt den lateinischen Namen Bayerns, Bavaria. Der Laufweg des Zuges führte in seinem östlichen Teil über die nicht elektrifizierten Bahnstrecken München–Buchloe und Buchloe–Lindau. Daher wurde der Schnellzug anfangs noch zwischen München und Lindau von Dampflokomotiven der Baureihe 18.4, der ehemaligen Bayerischen S 3/6, gezogen. Ab 1962 übernahmen beim Bw Kempten stationierten Diesellokomotiven der Baureihe V 200.1 die Traktion des Bavaria zwischen München und Lindau. Der Zug fuhr zu dieser Zeit unter den Nummern D 92/93 (bei den SBB: 124/109). Ab dem Sommerfahrplan 1955 fuhr der Zug bis zum Fahrplanwechsel 1959/60 als Leichter Schnellzug (LS). Das Wagenmaterial bestand zu dieser Zeit aus einer Mischung aus Wagen der DB und SBB mit einem Buffetwagen bzw. Halbspeisewagen der DB.
Aufgrund länger bestehender Forderungen der bayerischen und schweizerischen Geschäftswelt wurde der zuletzt als D 260/261 gefahrene Zug zum Winterfahrplan 1969/70 zum TEE aufgestuft. Der fortan als TEE 56/57 gefahrene Zug fuhr nur noch zwischen München und Zürich. Die Fahrt von München nach Zürich dauerte mit dem TEE vier Stunden und sieben Minuten, während der bisherige Schnellzug fünf Stunden benötigt hatte. Dies lag unter anderem daran, dass die Anzahl der Zwischenhalte von 14 auf sechs reduziert wurde. Der Zug hielt unterwegs in Kempten (Allgäu) Hbf, Lindau, Bregenz, St. Margrethen, St. Gallen und Winterthur. Gleichzeitig wurde der neue Durchgangsbahnhof im Kempten eröffnet, was den Betrieb gegenüber dem alten Kopfbahnhof wesentlich beschleunigte. Im Kopfbahnhof Lindau gab es wie schon beim Schnellzug einen Fahrtrichtungswechsel. Zunächst kamen die schweizerisch-niederländischen TEE-Triebzüge des Typs RAm der SBB zum Einsatz.
Am 9. Februar 1971 ereignete sich der Eisenbahnunfall von Aitrang, bei dem der Bavaria von München nach Zürich entgleiste und anschließend ein Uerdinger Schienenbus in die Trümmer fuhr. Dabei wurde ein RAm-Triebwagen zerstört und 28 Menschen kamen ums Leben. Nachdem der Betrieb eine Woche lang unterbrochen war, wurde der Bavaria als lokbespannter Wagenzug gefahren. Er bestand aus deutschen TEE-Wagen, je einem Abteilwagen des Typs Avmz111, einem Großraumwagen vom Typ Apmz121 und kurzfristig als Speisewagenersatz einem Barwagen des Typs ARDmz106. Als Regelspeisewagen wurde schließlich ein SBB-Speisewagen der UIC-X-Bauart mitgeführt, der eigens für diesen Einsatz einen TEE-Anstrich erhielt. Als Zuglokomotiven kamen zunächst eine Gasturbinenlok der Baureihe 210 der Deutschen Bundesbahn auf dem Abschnitt München–Lindau und zwischen Lindau und Zürich eine SBB Re 4/4I zum Einsatz, die in TEE-Farben lackiert wurden. Außerdem erhielten diese Loks breitere Stromabnehmerschleifstücke für die Strecken in Deutschland und Österreich. Später wurde der Bavaria auf dem deutschen Abschnitt von Lokomotiven der DB-Baureihe 218 gezogen.
Zum Sommerfahrplanwechsel am 22. Mai 1977 wurde der Bavaria als TEE aufgegeben und fuhr nun als D 276/277 mit beiden Wagenklassen. Das Wagenmaterial wurde fortan von den SBB gestellt, in der ersten Klasse kamen Eurofima-Wagen zum Einsatz, der Speisewagen wurde farblich angepasst, in der zweiten Klasse verkehrten UIC-X- und Z2-Wagen der SBB bzw. ab 1981 klimatisierte Großraumwagen. Vom Sommerfahrplan 1983 bis zum Winterfahrplan 1983/84 verkehrte er ein halbes Jahr als FD 268/269. Am 3. Juni 1984 wurde er zum IC aufgestuft.
Mit der Einführung des EC-Verkehrs am 31. Mai 1987 wurde der Bavaria in diese Zuggattung integriert und erhielt die Zugnummern 98/99. Bis auf den weiterhin verkehrenden SBB-Speisewagen wurden nun DB-Wagen eingesetzt, in der ersten Klasse Eurofima-Wagen der Gattung Avmz207, in der zweiten Klasse klimatisierte Großraumwagen der Gattung Bpmz291.
Durch menschliches Versagen stieß am 30. August 1989 der EuroCity Bavaria zwischen Bregenz und Wolfurt frontal mit dem entgegen kommenden Monfort-Express zusammen. Dabei wurde eine Person getötet, 289 Personen wurden verletzt, einige von ihnen schwer.
1990 wurde das Wagenmaterial auf neue EC-Wagen der SBB umgestellt. Ende 2002 wurde dann auf den Namen Bavaria verzichtet. Zuletzt befuhren im Fahrplanjahr 2020 die Eurocity-Zugpaare 194/195 und 196/197 diese Strecke.
Seit 13. Dezember 2020 verkehren zwischen München und Zürich sechs tägliche Zugpaare über Memmingen und die Aeschacher Kurve statt über Kempten und Lindau Hbf. Auf der seitdem vollständig elektrifizierten Strecke werden Alstom ETR 610 bzw. RABe 503 der SBB eingesetzt, in Deutschland unter der Zuggattung EuroCity-Express. Dank Streckenausbau und Neigetechnik konnte die Fahrzeit auf der Gesamtstrecke auf drei Stunden und 33 Minuten verkürzt werden.

## Fahrplan
Im Sommerfahrplan 1963 fuhr der D 92 um 7:52 in München Hbf ab, hielt in Buchloe, Kaufbeuren, Kempten-Hegge und Röthenbach (Allgäu). Er erreichte Lindau um 10:36 Uhr. 10 Minuten später fuhr er in Richtung Bregenz, St. Margrethen, Rorschach, St. Gallen, Winterthur und Zürich HB ab. In Zürich kam die 124 um 13:01 an. Um 16:41 wurde nach Halten in Bern und Lausanne die Endhaltestelle Genève-Cornavin erreicht. Der Gegenzug, die 109 verließ Genf um 6:43, erreichte Zürich 10:06, Lindau 12:41 – fortan als D 93 – und München 15:47, hielt aber zusätzlich in Fribourg, Wil SG sowie Gossau SG.
| TEE 66 | Land        | km  | Bahnhof          | TEE 67 |
| ------ | ----------- | --- | ---------------- | ------ |
| 17:46  | Deutschland | 0   | München Hbf      | 12:28  |
| 19:01  | Deutschland | 131 | Kempten (Allgäu) | 11:12  |
| 20:02  | Deutschland | 221 | Lindau           | 10:09  |
| 20:10  | Österreich  | 231 | Bregenz          | 10:00  |
| 20:25  | Schweiz     | 245 | St. Margrethen   | 09:45  |
| 20:51  | Schweiz     | 272 | St. Gallen       | 09:20  |
| 21:30  | Schweiz     | 329 | Winterthur       | 08:41  |
| 21:52  | Schweiz     | 355 | Zürich HB        | 08:20  |